# Караегин
Караегин (каз. Қараегін) — село в Коргалжынском районе Акмолинской области Казахстана. Входит в состав Сабундинского сельского округа. Код КАТО — 116047300.

## География
Село расположено в восточной части района, на расстоянии примерно 40 километров (по прямой) к северо-востоку от административного центра района — села Коргалжын, в 11 километрах к западу от административного центра сельского округа — села Сабынды.
Абсолютная высота — 343 метров над уровнем моря.
Климат холодно-умеренный, с хорошей влажностью. Среднегодовая температура воздуха положительная и составляет около +4,5°С. Среднемесячная температура воздуха в июле достигает +20,9°С. Среднемесячная температура января составляет около -14,3°С. Среднегодовое количество осадков составляет около 405 мм. Основная часть осадков выпадает в период с июня по июль.
Ближайшие населённые пункты: село Алгабас — на юго-востоке, село Каргалы — на юго-западе, село Сабынды — на востоке, село Жантеке — на западе.
Близ села проходит автодорога Р-2 «Астана — Коргалжын» (с подъездом к Коргалжынскому заповеднику).

### Улицы[3]
- ул. 8 марта,
- ул. 9 мая,
- ул. Октябрьская,
- ул. Сайлау Кыстаубайулы,
- ул. Шокана Уалиханова.

Всего — 5 улиц.

## Население
В 1989 году население села составляло 628 человек (из них казахи — 100%).

В 1999 году население села составляло 493 человека (236 мужчин и 257 женщин). По данным переписи 2009 года, в селе проживало 430 человек (210 мужчин и 220 женщин).
| Численность населения | Численность населения | Численность населения |
| 1989                  | 1999                  | 2009                  |
| --------------------- | --------------------- | --------------------- |
| 628                   | ↘493                  | ↘430                  |